# Sznaucer średni
Sznaucer średni – rasa psów, należąca do grupy psów w typie pinczera i sznaucera, molosowatych, szwajcarskich psów pasterskich i innych ras. Zaklasyfikowana do sekcji psów w typie pinczera i sznaucera w podsekcji sznaucery. Zgodnie z klasyfikacją amerykańską, należy do grupy psów pracujących. Typ dogowaty. Nie podlega próbom pracy.

## Rys historyczny
Sznaucery pochodzą ze znanych z hodowli owiec i bydła obszarów Bawarii i Wirtembergii na południu Niemiec, gdzie można natrafić na wzmianki o średnim sznaucerowatym psie już w XVI w. Dawniej dotrzymując kroku koniom, towarzyszył dyliżansom w długich trasach, potrafił także zwalczać gryzonie w miastach.

## Wygląd

### Budowa
- głowa jest mocna, wydłużona, zwężająca się stopniowo od oczu do wierzchołka nosa. Kufa ma kształt umiarkowanie ściętego klina
- oczy są ciemnej barwy, owalne
- uszy są wysoko osadzone, w kształcie litery "V", załamane (dawniej kopiowane)
- tułów jest zwarty, klatka piersiowa umiarkowanie szeroka, owalna w przekroju. Grzbiet krótki opada ku tyłowi.
- ogon osadzony wysoko (dawniej kopiowany)

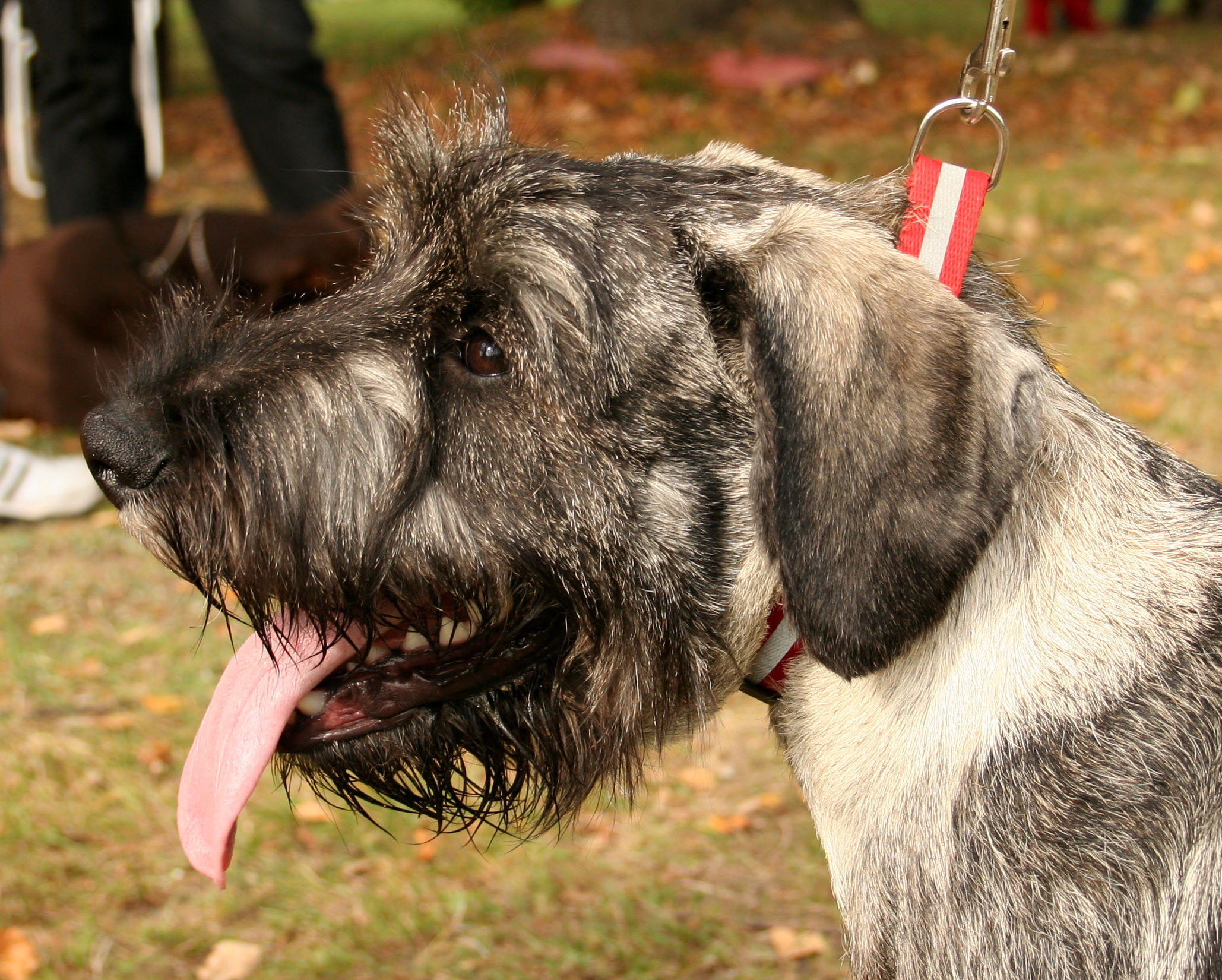
Głowa sznaucera średniego

### Szata i umaszczenie
Okrywa włosowa jest szorstka, twarda i gęsta. Składa się z gęstego podszerstka i włosa okrywowego. Cechami charakterystycznymi są broda na kufie i krzaczaste brwi.
Umaszczenie jakie występuje to pieprz i sól oraz czarne. Wyraźne jasne znaczenia na głowie, piersi i kończynach są niepożądane.

## Użytkowość
Sznaucer średni jest psem stróżującym i towarzyszącym.

## Zachowanie i charakter
Zdecydowany temperament, nie wykluczający zimnej krwi i ostrożności, upodobanie do zabaw. Jest przywiązany do swego pana i akceptuje dzieci, jak najbardziej nadaje się na psa rodzinnego. Potrzebuje sporo ruchu, w innym wypadku może mieć skłonności do niszczenia w domu. Jest szczekliwy, ale czujny. Inteligentny i uważny, łatwo się uczy. Jest wytrzymały i odporny na wahania temperatury oraz choroby.

## Zdrowie i pielęgnacja
Istnieje konieczność systematycznego czesania, strzyżenia i trymowania sierści sznaucera średniego.